# Ooencyrtus demodoci
Ooencyrtus demodoci är en stekelart som först beskrevs av Jean Risbec 1951.  Ooencyrtus demodoci ingår i släktet Ooencyrtus och familjen sköldlussteklar. Inga underarter finns listade i Catalogue of Life.